# モモドゥ・ムタイル
モモドゥ・ムタイル（Momodu Mutairu, 1975年6月2日 - ）は、ナイジェリア出身の元同国代表の元サッカー選手。ポジションはフォワード。Mutari Momodu, Momodu Mutairuとも表記されている。

## 経歴
キング・ファハド・カップ1995の大会終了後に、ムタイルを巡って日本とサウジアラビアのクラブが争っていた。チームメイトのバーナバス・イメンガーに相談した際、日本に行くべきと助言を受け日本行きを決断。
1996年、ジャパンフットボールリーグの富士通川崎に当時の監督であった城福浩の説得もあり同じナイジェリア人のMFウィルソンなどと共に入団、翌年もJリーグ準会員となった川崎フロンターレに在籍し、Jリーグ史上初のナイジェリア人選手となった(同年の7月にはアビスパ福岡にマイケル・オビクが入団している)。同シーズンは19得点を記録し、コンサドーレ札幌のバルデスの40得点には遠く及ばなかったもののリーグ2位の得点を記録した。1998年のシーズンもフロンターレでプレーしたのち、1999年にモンテディオ山形へと移籍した。
その後、2008年に母国ナイジェリアのドルフィンズFCに復帰したが、同年8月に解雇されている。
引退後のインタビューで、キャリアの中で最高の瞬間の1つに日本でプレーしたことを挙げている。

## 代表
キング・ファハド・カップ1995のメンバーに選ばれ出場。日本代表戦にサムソン・シアシアと交代で83分からピッチに入り、ナイジェリア代表デビューをする。同大会のアルゼンチン代表戦にエファン・エコクと交代で76分から出場し、2キャップ目を記録した。この試合では、チームメイトのジェイジェイ・オコチャに平手打ちされるまで、ガブリエル・バティストゥータ、フェルナンド・レドンド、アリエル・オルテガらを見て、我を忘れるほど圧倒されていた。
大会後、アトランタオリンピック予選に向けたメンバーに招集された。決勝ラウンドのエジプト代表第1戦では、ヌワンコ・カヌとコンビを組み2-1で勝利。本大会進出が決定後に川崎フロンターレと契約したが、コーチ陣からJリーグのことをよく知らないと告げられ、最終的にオリンピック代表メンバーから落選した。

## 個人成績
| 国内大会個人成績 | 国内大会個人成績 | 国内大会個人成績 | 国内大会個人成績 | 国内大会個人成績 | 国内大会個人成績 | 国内大会個人成績 | 国内大会個人成績 | 国内大会個人成績 | 国内大会個人成績 | 国内大会個人成績 | 国内大会個人成績 |
| 年度             | クラブ           | 背番号           | リーグ           | リーグ戦         | リーグ戦         | リーグ杯         | リーグ杯         | オープン杯       | オープン杯       | 期間通算         | 期間通算         |
| 年度             | クラブ           | 背番号           | リーグ           | 出場             | 得点             | 出場             | 得点             | 出場             | 得点             | 出場             | 得点             |
| 日本             | 日本             | 日本             | 日本             | リーグ戦         | リーグ戦         | リーグ杯         | リーグ杯         | 天皇杯           | 天皇杯           | 期間通算         | 期間通算         |
| ---------------- | ---------------- | ---------------- | ---------------- | ---------------- | ---------------- | ---------------- | ---------------- | ---------------- | ---------------- | ---------------- | ---------------- |
| 1996             | 富士通           |                  | 旧JFL            |                  |                  | -                | -                |                  |                  |                  |                  |
| 1997             | 川崎             | 11               | 旧JFL            |                  |                  | -                | -                |                  |                  |                  |                  |
| 1998             | 川崎             | 11               | 旧JFL            | 6                | 3                | 1                | 0                |                  |                  |                  |                  |
| 1999             | 山形             | 8                | J2               | 22               | 6                | 1                | 0                |                  |                  |                  |                  |
| 通算             | 日本             | 日本             | J2               | 22               | 6                | 1                | 0                |                  |                  |                  |                  |
| 通算             | 日本             | 日本             | 旧JFL            |                  |                  | 1                | 0                |                  |                  |                  |                  |
| 総通算           | 総通算           | 総通算           | 総通算           |                  |                  | 2                | 0                |                  |                  |                  |                  |

## 代表歴

### 試合数
- 国際Aマッチ 2試合（1995年）[5]

| ナイジェリア代表 | 国際Aマッチ | 国際Aマッチ |
| 年               | 出場        | 得点        |
| ---------------- | ----------- | ----------- |
| 1995             | 2           | 0           |
| 通算             | 2           | 0           |